# Henri Aldebert
Henri Aldebert (* 8. August 1880 in Paris; † 24. April 1961 ebenda) war ein französischer Wintersportler (Bobsport und Curling), Funktionär und Olympiateilnehmer von 1924.
Gemeinsam mit Anthony Berg, Georges André und Jean Marquis de Suarez d’Aulan fuhr Henri Aldebert im Bob Frankreich I auf Platz 4 bei den I. Olympischen Winterspielen 1924 in Chamonix. Als sich am 23. November 1923 in Paris die FIBT gründete, gehörte Henri Aldebert zu den Mitbegründern.
Als Curling-Spieler belegte er mit dem französischen Team bei denselben Spielen Platz 3. Im Jahre 2006 erkennt das IOC die Curling-Wettbewerbe als offiziellen Bestandteil der Winterspiele an und verleiht Henri Aldebert postum die Bronze-Medaille. Bis dahin galt besagtes Curling-Turnier als Demonstrationswettbewerb.